# Carl von Linde
Carl von Linde (Berndorf, Franconia, Alemania, 11 de junio de 1842 - Múnich, Alemania, 16 de noviembre de 1934) fue un empresario e inventor alemán. Destacó especialmente por haber inventado un aparato termointercambiador, y su nombre va unido a las investigaciones fundamentales sobre la técnica de las bajas temperaturas necesarias para la licuación del aire y la separación industrial del nitrógeno, el oxígeno y los gases nobles.
En 1870 construyó la máquina de absorción, así como el primer aparato refrigerador por compresión. Como fluido frigorígeno para dicho aparato utilizó el éter metílico en 1873 y el amoníaco en 1876. En 1895 licuó el aire por compresión y expansión combinada con el enfriamiento intermedio, obteniendo oxígeno líquido y nitrógeno gaseoso prácticamente puros.
En 1878 Carl von Linde fundó la empresa Lindes Eismaschinen AG, que actualmente sigue existiendo con el nombre de Linde AG.
Carl von Linde falleció en 1934 a la edad de 92 años. En el transcurso de su vida se le concedieron tres doctorados honoríficos, una medalla de Baviera, y fue homenajeado con su ennoblecimiento, entre muchos otros honores.

## Máquina de absorción

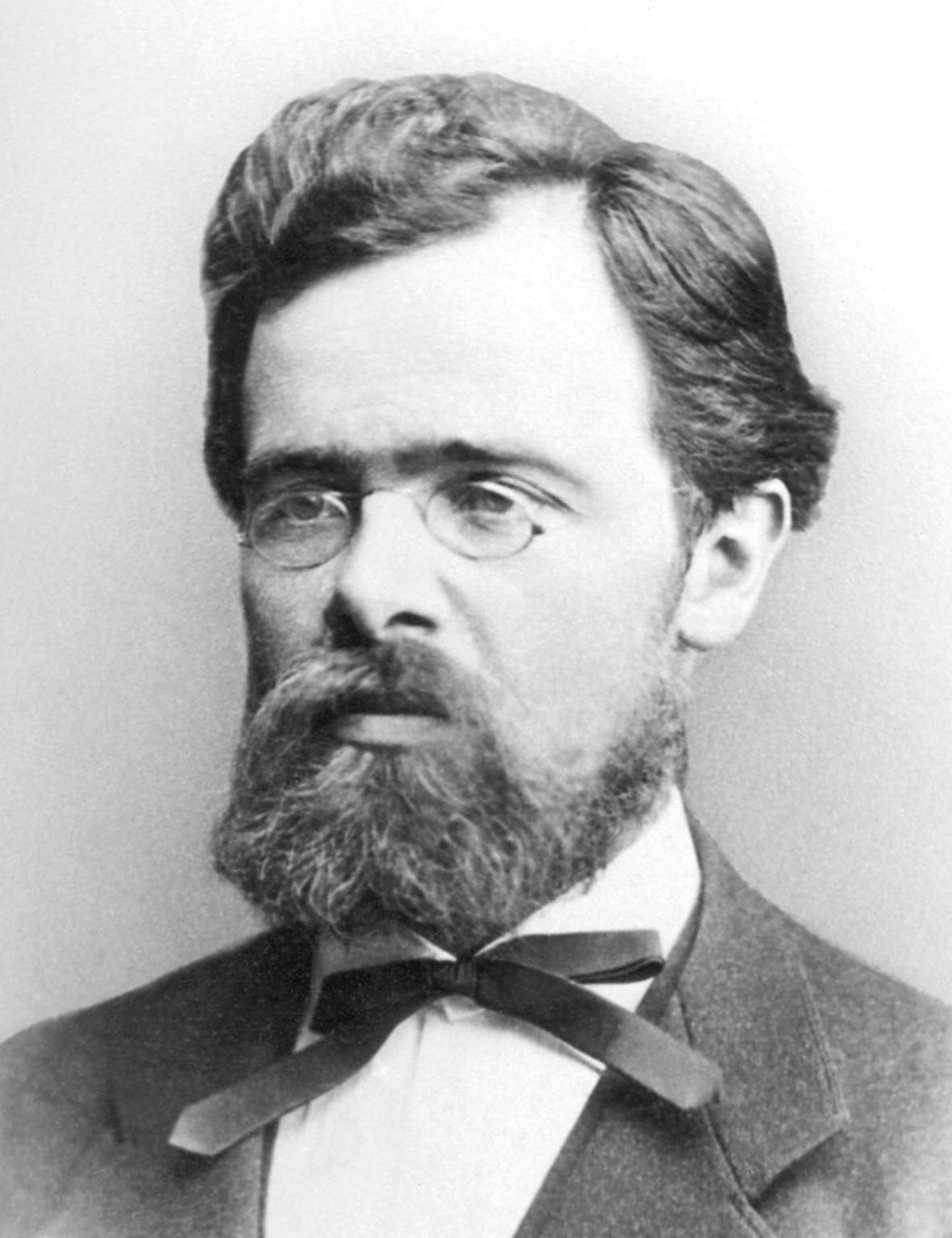
Carl von Linde, 1868

El invento principal de Carl von Linde fue la máquina de absorción, es decir, el frigorífico. Para licuar el aire, Linde utilizó un método basado en los trabajos de James Prescott Joule y de William Thomson (quien luego sería ennoblecido como lord Kelvin), y la introducción de la técnica de contracorriente. El aire es aspirado por la máquina, donde es comprimido, antes de enfriarse y ser descomprimido, con lo que en este punto se enfría. En la contracorriente intercambiadora de calor, el aire que ya se ha enfriado se emplea para enfriar más el aire comprimido, que se enfría de nuevo con la siguiente entrada de aire. La continua repetición del proceso conduce a una mayor reducción de la temperatura hasta que el aire es licuado.